# Muhammad Quli Qutb Shah

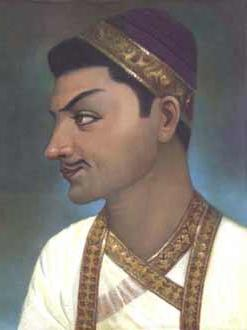
Muhammad Quli Qutb Shah

Muhammad Quli Qutb Shah (محمد قولى قوطب شاه) (geb. 1565 - gest. 1612) was de vijfde sultan van de Qutb Shahidynastie van het sultanaat Golkonda. In 1590 stichtte hij de stad Haiderabad, waar hij de Charminar liet bouwen in 1591. Hij was een verlicht heerser en een dichter, geleerde en mecenas. 
Onder zijn regering was Golkonda een bloeiend handelscentrum, vooral op het gebied van parels, diamanten en paarden. Aan zijn hof en in de bazaars stonden inwoners van Haiderabad schouder aan schouder met handelaars, geleerden en handwerklieden uit andere landen. Deze kosmopolitische traditie en de hoofsverschijnheid en etiquette bleven ook bestaan onder de Asaf Jahidynastie (1724 - 1947). 
Hierdoor kent Haiderabad een uniek mengsel van culturen, een mengeling van hindoe- en moslim- gebruiken, met Arabische, Perzische en Turkse invloeden, die zichtbaar zijn in de taal, de cuisine en de kunst.